# Micranthemum procerorum
Micranthemum procerorum är en tvåhjärtbladig växtart som beskrevs av Louis Otho Otto Williams. Micranthemum procerorum ingår i släktet Micranthemum och familjen Linderniaceae. Inga underarter finns listade i Catalogue of Life.